# Žleby
Žleby település Csehországban, a Kutná Hora-i járásban. Žleby Kněžice, Biskupice, Ronov nad Doubravou, Skryje, Zvěstovice, Čáslav, Vinaře, Vrdy, Potěhy, Hostovlice, Horky és Drobovice településekkel határos. Lakosainak száma 1400 fő (2024. január 1.).

## Népesség
A település lakosságának változását az alábbi diagram mutatja:
| Lakosok száma | 2324 | 2773 | 2641 | 1759 | 1512 | 1270 | 1302 | 1338 | 1384 | 1400 |
|               | 1869 | 1890 | 1921 | 1950 | 1980 | 2001 | 2017 | 2019 | 2022 | 2024 |